# Campotéjar
Campotéjar és un municipi andalús situat en la comarca de Los Montes, en la província de Granada. Es troba regat pel riu de las Juntas. En l'any 2006 tenia 1.467 habitants. La seva extensió superficial és de 36 km² i té una densitat de 40,75 hab/km². Les seves coordenades geogràfiques són 37°29?N, 3°37?O. Està situada a una altitud de 920 metres i a 50 quilòmetres de la capital de província, Granada.

## Història
Campotéjar va estar en la frontera del Regne de Granada. Campotéjar pertany a la comarca dels Montes Orientals, junt amb més pobles.

## Educació
En Campotéjar està el Col·legi d'Educació infantil i Primària i Primer cicle d'Educació Secundària CEIP Tirso de Molina. És un centre inclòs en la xarxa de Centres TIC i la Xarxa de Centres Escola Espai de Paz.

## Festes
Les festes són en honor de la Verge dels Remeis. L'últim cap de setmana d'abril on la patrona surt pels carrers del poble on es disparen grans estàlvies i traques on gairebé al final de la processo se li fa la tradicional "carrerilla". Una tradició que es remunta a fa moltisims anys. Això es deu al fet que els seus habitants van anar corrent amb la Verge dels Remeis fins al camí de la vinya. Allà li canten tots els campotejeros/as.